# Ptychocheilus lucius
Ptychocheilus lucius là một loài cá thuộc họ Cá chép. Đây là loài cá lớn nhất trong họ này ở Bắc Mỹ với chiều dài tới 1,83 m (6 ft). Loài này đã từng được tìm thấy ở lưu vực sông Colorado ở tây nam Hoa Kỳ, hiện diện tại Arizona, California, Colorado, Nevada, New Mexico, Utah và Wyoming, cũng như ở Mexico.
Việc xây dựng đập và môi trường sống thay đổi đã hạn chế loài này lên thượng lưu sông Colorado, hiện nay, quần thể còn lại được biết đến từ sông Green, sông Gunnison, sông White, sông San Juan, và sông Yampa. Ngoài ra, các nhà quản lý đất đai trong quá khứ đã cố gắng giảm số lượng cá bản địa của lưu vực sông Colorado để hỗ trợ đánh bắt cá thể thao. Trong thập niên 1960, chính phủ liên bang đổ chất độc rotenon vào sông Green và sông San Juan, cố gắng để tạo ra một môi trường hỗ trợ đánh bắt cá thể thao phi bản địa. Chúng đã được đã được di thực vào sông Salt và sông Verde, cả hai con sông đều nằm bên ngoài phạm vi bản địa của chúng.

## Hình ảnh

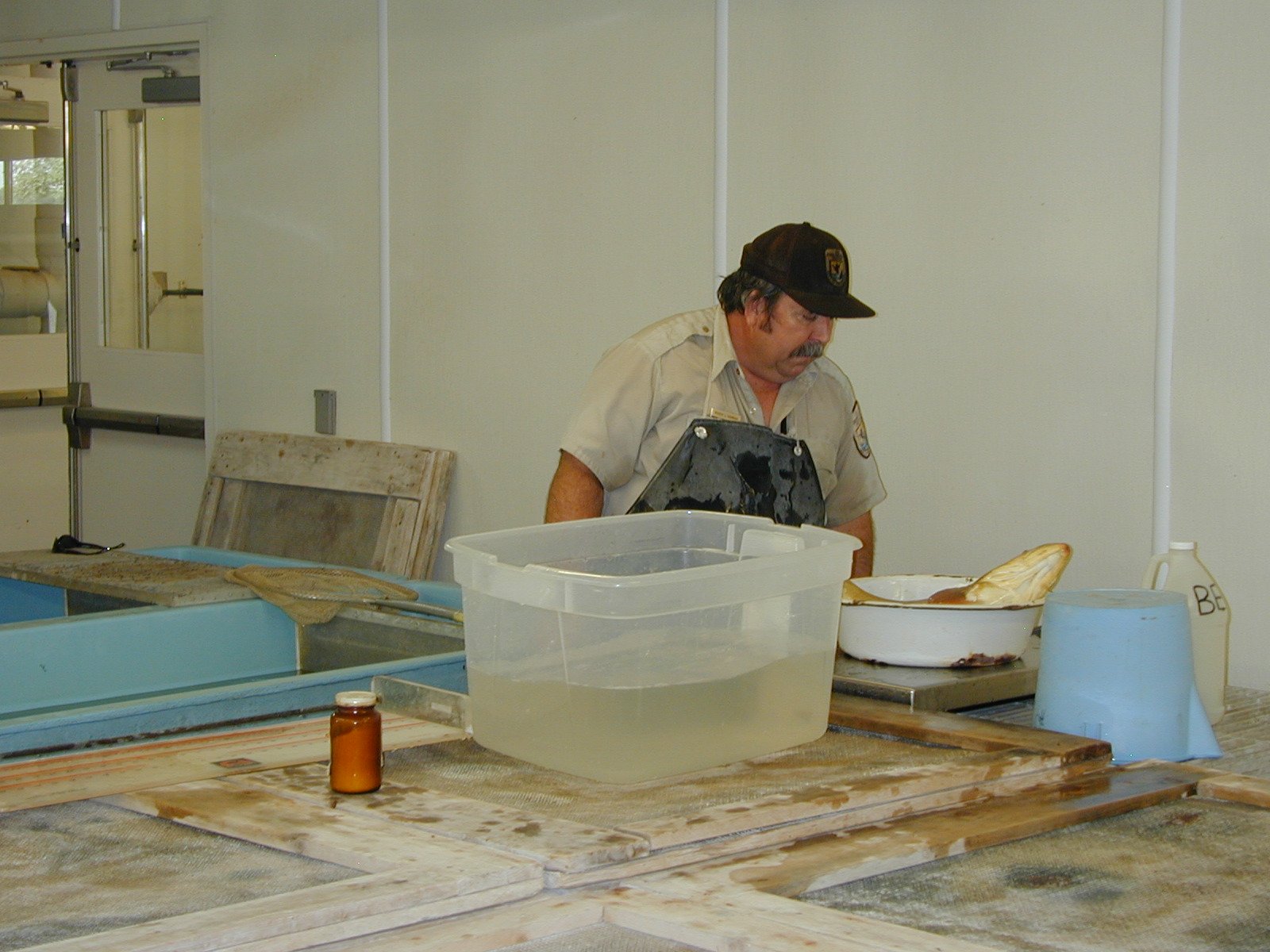
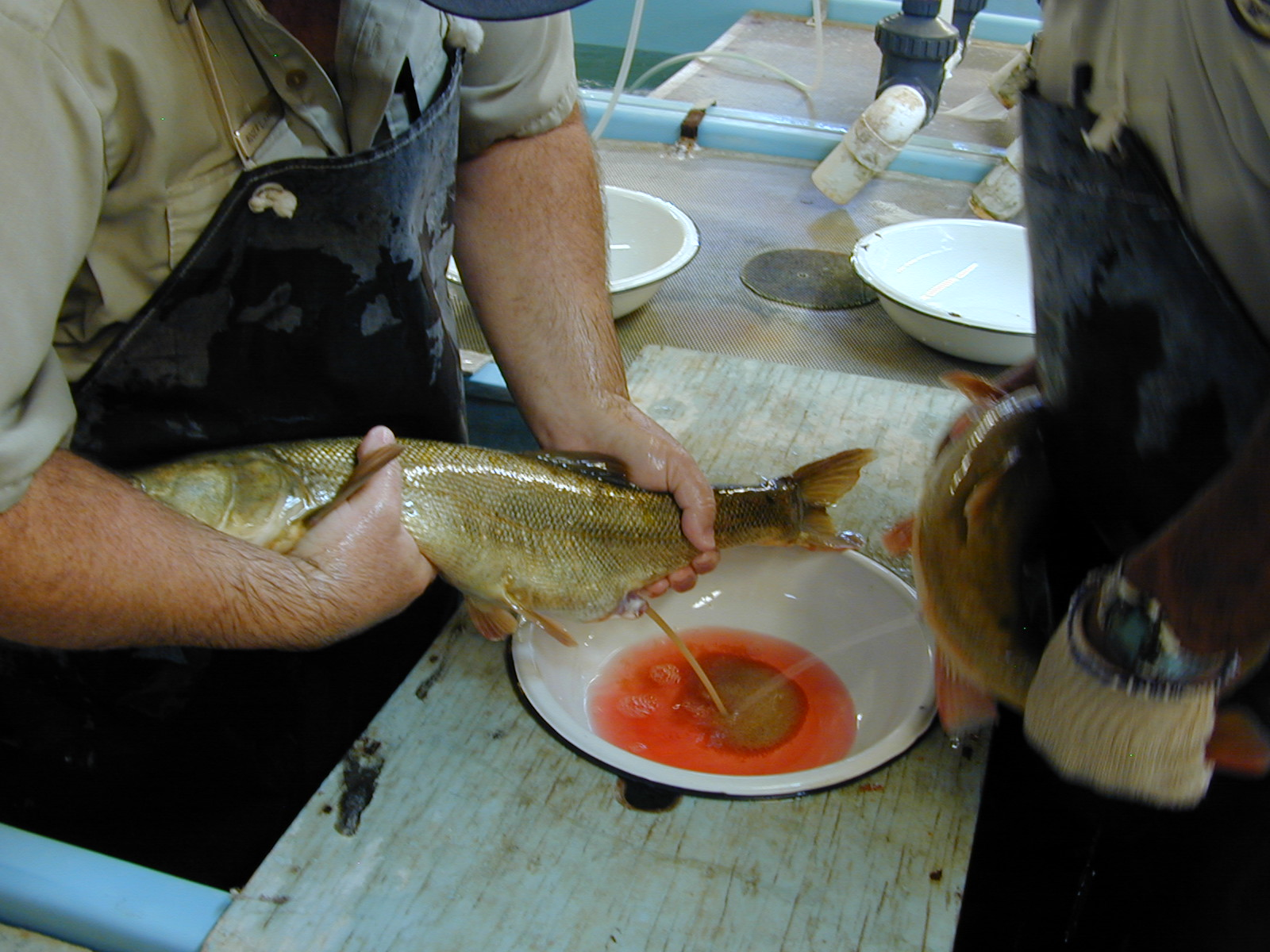